# Ramlingen-Ehlershausen
Ramlingen-Ehlershausen (niederdeutsch Rammeln-Ehlershusen) ist eine Ortschaft der Stadt Burgdorf in der niedersächsischen  Region Hannover.

## Geografie

### Lage
Ramlingen-Ehlershausen liegt etwa 26 km nordöstlich der Landeshauptstadt Hannover und 8 km nördlich des Stadtzentrums Burgdorf.

### Ortsgliederung
Die Ortschaft setzt sich aus den ehemals eigenständigen Dörfern Ramlingen und Ehlershausen zusammen.

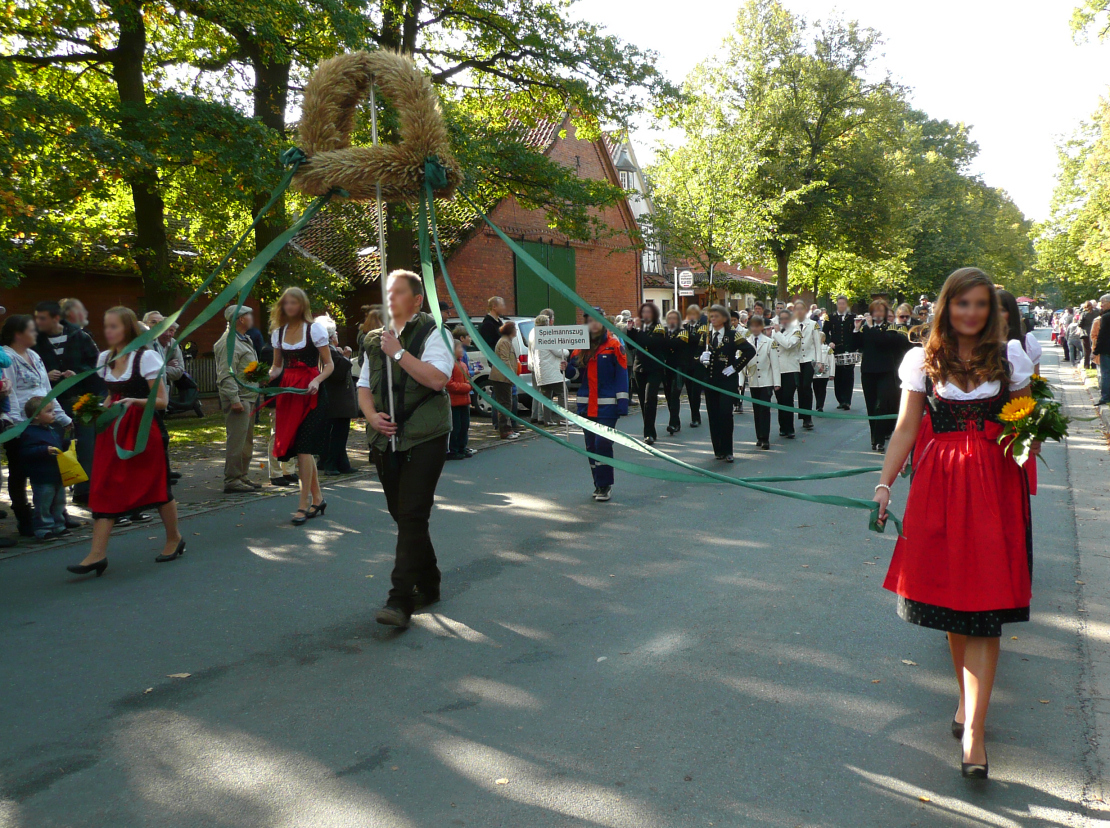
Umzug in Ramlingen beim Erntefest mit der Erntekrone

## Geschichte

### Geschichte der beiden Orte
Ramlingen hat etwa 550 Einwohner. Der Ortsteil Ramlingen bildet mit dem größeren Ortsteil Ehlershausen die Ortschaft Ramlingen-Ehlershausen. Vereine und Organisationen in Ramlingen sind die Freiwillige Feuerwehr seit 1893, der Feuerwehrmusikzug seit 1913, der Gemischte Chor „Lyra“ e. V. Ramlingen-Ehlershausen seit 1921, die Dorfgemeinschaft und die Jagdgemeinschaft. Ein Denkmal ist die etwa 300-jährige Kapelle. Die bereits 1534 erwähnte Vorgängerkapelle wurde im Dreißigjährigen Krieg zerstört. Größere Veranstaltungen sind das Erntefest mit großen Festumzügen am Samstag und Sonntag des letzten September-Wochenendes.
Ehlershausen ist der flächen- und einwohnermäßig größere Ortsteil von Ramlingen-Ehlershausen und hat etwa 3200 Einwohner. Er liegt nördlich an der B 3 inmitten von Kiefernwäldern. Gegründet wurde er erst 1816 vom Chausseewärter Heinrich Friedrich Ehlers. Der aus Schillerslage stammende Ehlers errichtete an der Chaussee zwischen Hannover und Celle, der heutigen B 3, eine Postkutschenstation. Sein Sohn Carl Ehlers erweiterte die Station 1830 zu einer Schankwirtschaft. Ab 1827 ließen sich an der Station weitere Ansiedler nieder und am 29. Juli 1831 eröffnete die Königliche Landdrostei Lüneburg ihren Beschluss, „den in der Nähe von Ramlingen, an der Chaussee von Schillerslage nach Hannover entstandenen Anbauerstellen den Namen ‚Ehlershausen’ beyzulegen“. Damit wurde der Ort nach dem Ortsgründer benannt. Ehlershausen entwickelte sich zu einem Dorf. Bei der Volkszählung vom 30. Juni 1836 gab es bereits 26 Einwohner. Der Kirchturm der modernen evangelischen „Martin-Luther-Kirche“ ist 50 m hoch und von Weitem sichtbar.
Ramlingen-Ehlershausen besitzt zurzeit noch ein traditionelles Waldbad aus dem Jahre 1939 an der Kreisstraße 117 (Grüne Allee) zwischen Ramlingen und der Burgwedeler Ortschaft Engensen gelegen. Das Bad wird seit 2014 mit biologischer Wasseraufbereitung betrieben.

### Angaben der Schulchronik von Ramlingen
Die 184 Seiten starke Schulchronik für Ramlingen wurde von 1892 bis 1968 vom Schullehrer Adolf Dreyer geführt. Dreyer befasste sich mit den Anfängen des Ortes. Demnach lässt sich die Entstehungszeit nicht mit Sicherheit feststellen. Die Gründung war wahrscheinlich vor dem 15. Jahrhundert. Das wird daraus abgeleitet, dass in der Kapelle hinter dem Altar Holzfiguren lagen, die auf den Katholizismus deuteten.

### Eingliederungen
Im Zuge der Gebietsreform in Niedersachsen, die am 1. März 1974 stattfand, wurde die zuvor selbständige Gemeinde Ramlingen-Ehlershausen in die Stadt Burgdorf eingegliedert.

## Politik

### Ortsrat
Der Ortsrat von Ramlingen-Ehlershausen setzt sich aus sieben Ratsmitgliedern zusammen. Im Ortsrat befinden sich zusätzlich drei beratende Mitglieder (zwei CDU, eine SPD).
- SPD: 2 Sitze
- CDU: 2 Sitze
- FDP: 1 Sitz
- Grüne: 1 Sitz
- Parteilose: 1 Sitz

(Stand: Kommunalwahl 12. September 2021)

### Ortsbürgermeister
Der Ortsbürgermeister ist Wolfram Nolte (parteilos). Seine Stellvertreter sind Kathrin Thies (CDU) und Torsten Carl (SPD).

### Wappen
Der Entwurf des Kommunalwappens von Ramlingen-Ehlershausen stammt von dem Heraldiker und Wappenmaler Gustav Völker, der zahlreiche Wappen in der Region Hannover erschaffen hat. Die Genehmigung des Wappens wurde durch den Regierungspräsidenten in Lüneburg am 11. September 1959 erteilt.
| Wappen von Ramlingen-Ehlershausen | Blasonierung: „Geteilt von Grün und Silber, oben ein wachsender, goldener Löwe, unten zwischen zwei grünen Seeblättern ein aufgerichteter, blauer Maueranker.“ |
| Wappen von Ramlingen-Ehlershausen | Wappenbegründung: Der Löwe versinnbildlicht die frühere Gerichtsbarkeit der Freien, gleichgestellt den bereits wappenführenden Gemeinden Otze, Wettmar und Thönse. Der Maueranker ist Zeichen des Zusammenhalts für die beiden Gemeindeteile Ramlingen und Ehlershausen. Die beiden Seeblätter sind auf eine Schenkungsurkunde des Herzogs Ernst des Bekenners, die sich im Besitz der Gemeinde Ramlingen befindet, in der die Teiche bei Ramlingen der Gemeinde aus Anerkennung für gute Dienste verschrieben wurden, zurückzuführen. |

### Partnerschaften
Es besteht eine Partnerschaft zum Ortsteil Kleinmühlingen der Gemeinde Bördeland in Sachsen-Anhalt.

## Kultur und Sehenswürdigkeiten

### Bauwerke
- Der Ortsteil Ramlingen ist geprägt von Fachwerkgebäuden und Bauernhöfen, die sich entlang der Grünen Allee mit großem alten Baumbestand anordnen und oft Baudenkmale sind.
- Die kleine Fachwerkkapelle von 1698 in Ramlingen ersetzte nach der Zerstörung im Dreißigjährigen Krieg die Vorgängerkapelle, die bereits im Jahre 1534 erstmalige urkundliche Erwähnung fand.[10]
- Etwa 500 m westlich des Dorfes Ramlingen liegt an der Kreisstraße 117 das Waldbad Ramlingen.[11]
- Die Martin-Luther-Kirche in Ehlershausen mit einem schlanken nadelförmigen Turm wurde 1966 eingeweiht. Das Kruzifix am Altar schuf Gabriele Marwede aus Springe, das Triptychon „Offene See“ Elke Herget.

### Fotogalerie

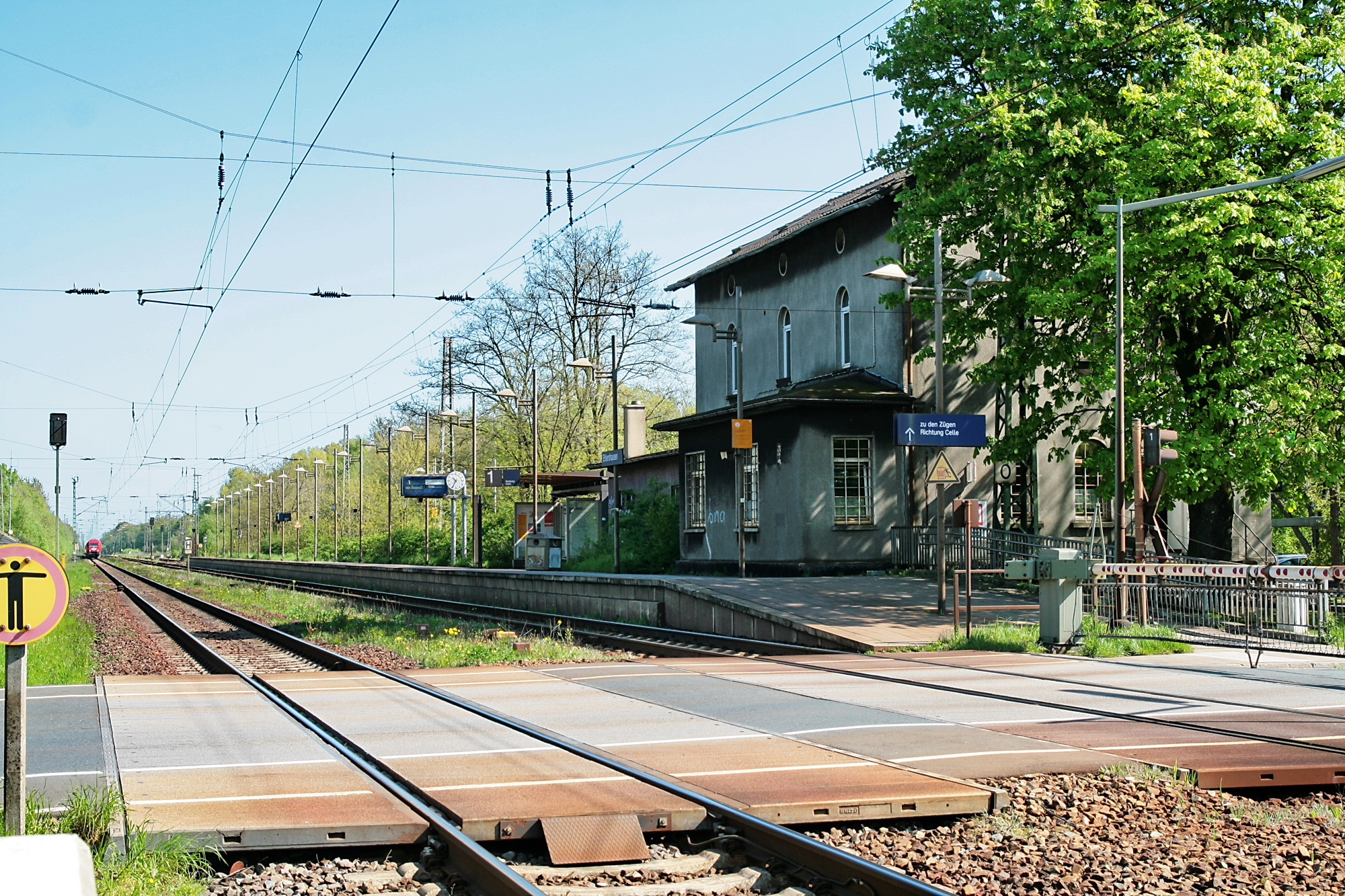
Bahnhof Ehlershausen
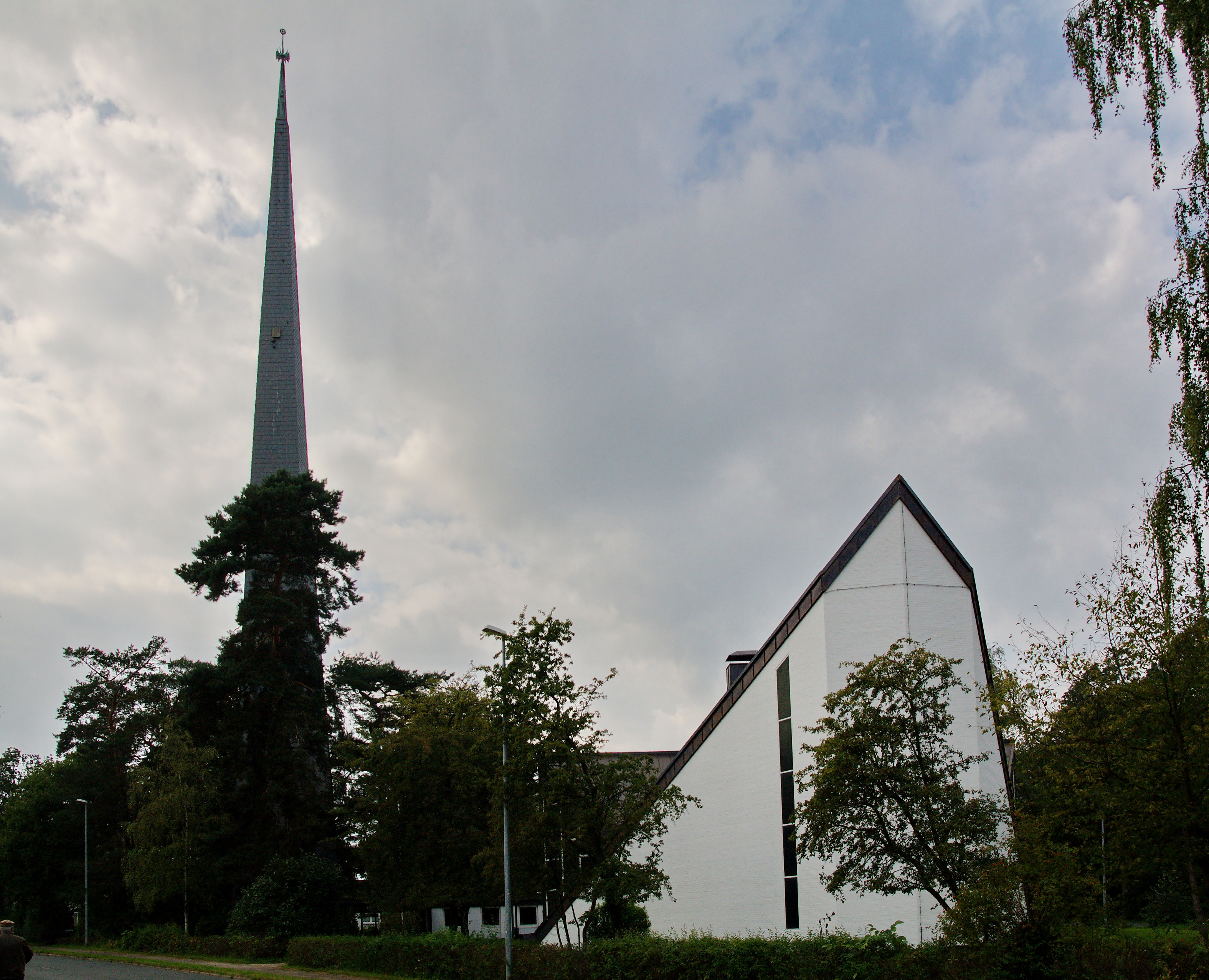
Martin-Luther-Kirche in Ehlershausen
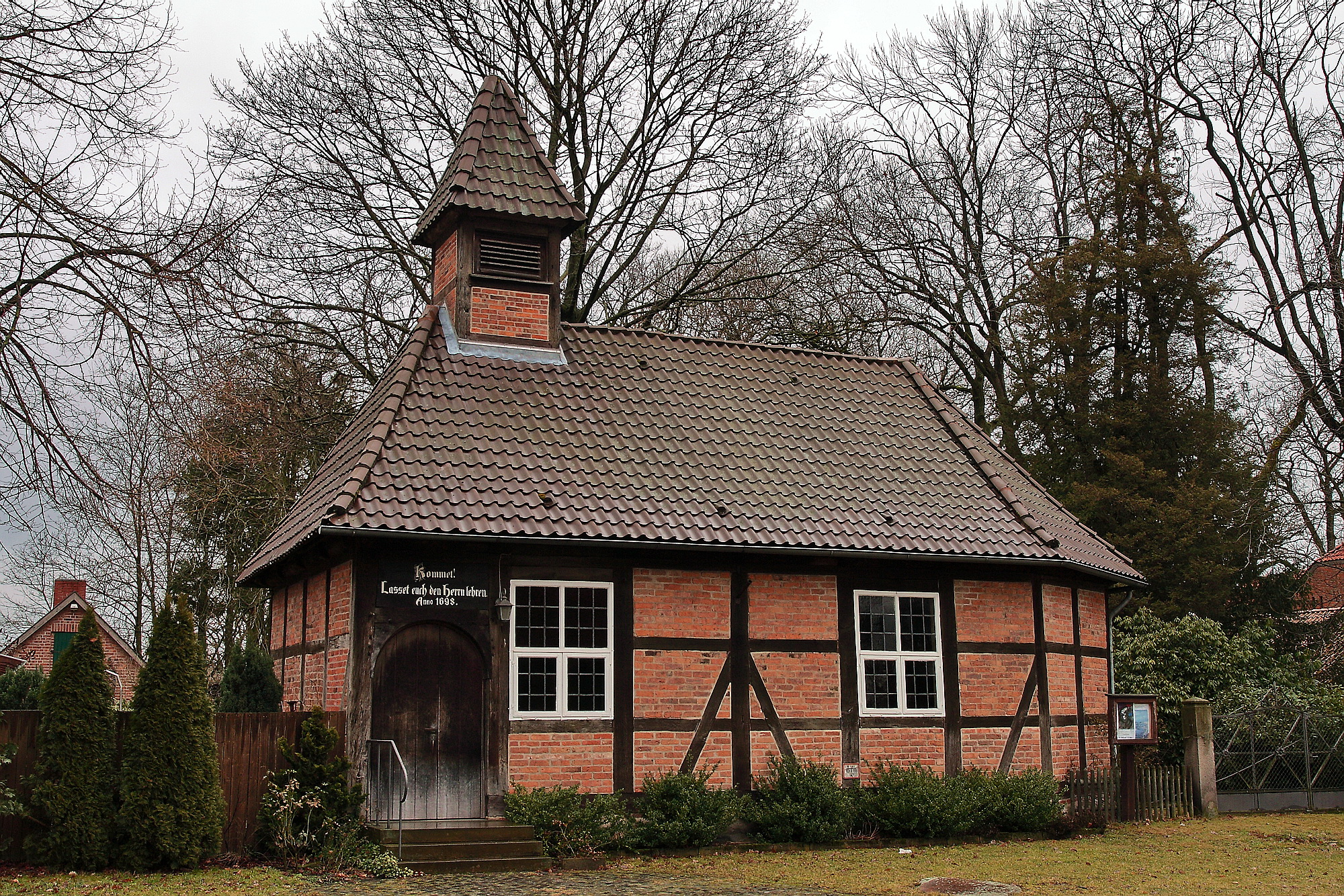
Kapelle von 1698 in Ramlingen
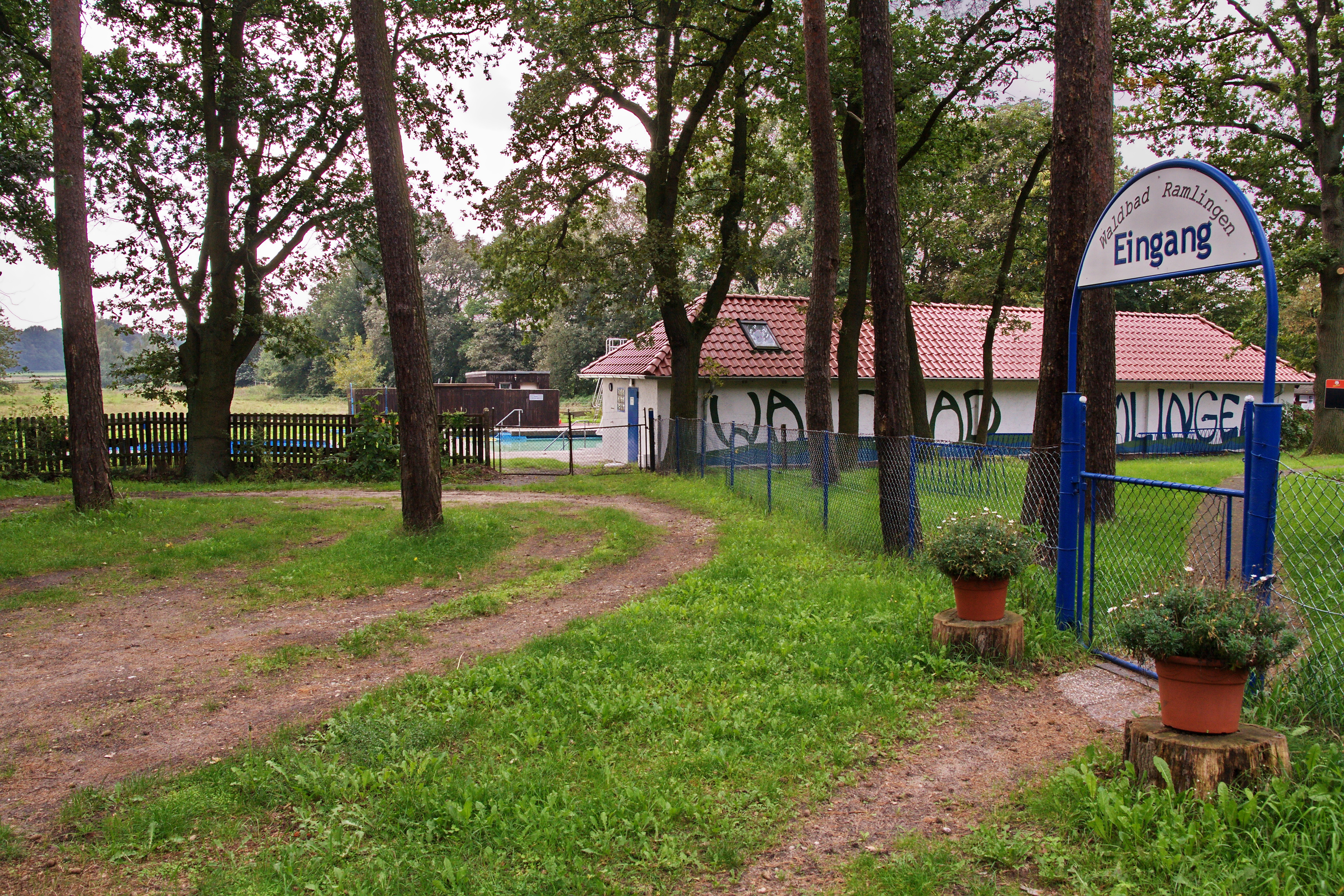
Waldbad von 1939 bei Ramlingen

## Wirtschaft und Infrastruktur
Ramlingen-Ehlershausen ist über die Kreisstraße 121 mit Burgdorf im Süden verbunden. Östlich und südlich des Ortes verläuft die Bundesstraße 3.
Der Bahnhof Ehlershausen liegt an der Bahnstrecke Celle–Lehrte. Die dort haltenden Linien S 6 und S 7 der S-Bahn Hannover sorgen für einen Halbstundentakt Celle–Hannover im Rahmen des Großraum-Verkehrs Hannover (GVH).
| Linie | Verlauf | Takt   | Betreiber         |
| ----- | --- | ------ | ----------------- |
| S 6   | Celle – Ehlershausen – Otze – Burgdorf (Han) – Aligse – Hannover Karl-Wiechert-Allee – Hannover Hbf Stand: Fahrplanwechsel Dezember 2021                                                                   | 60 min | Transdev Hannover |
| S 7   | Celle – Ehlershausen – Otze – Burgdorf (Han) – Aligse – Lehrte – Ahlten – Hannover-Anderten-Misburg – Hannover Karl-Wiechert-Allee – Hannover-Kleefeld – Hannover Hbf Stand: Fahrplanwechsel Dezember 2021 | 60 min | Transdev Hannover |

Nördlich von Ehlershausen befindet sich das Segelfluggelände Großes Moor des Luftsportvereins Burgdorf e. V.

## Personen, die mit dem Ort in Verbindung stehen
- Kurt Kühme (1885–1944), Offizier, Freikorpsführer sowie Politiker der NSDAP und SA-Obergruppenführer, bekam in der Zwischenkriegszeit den Auftrag, Land zum Siedeln im staatlichen Teil des Müggenburger Moores bei Ehlershausen zu finden
- Jan Brod (1912–1985), Nephrologe, wohnte nach seiner Flucht aus der Tschechoslowakei in Ehlershausen
- Hugo Schreiber (1919–2007), Jurist bessarabiendeutscher Herkunft
- Gabriele Marwede (* 1925), Bildhauerin, sie schuf das Kruzifix am Altar der Martin-Luther-Kirche in Ehlershausen
- Michael Frenzel (* 1947), Manager und ehemaliger Politiker (SPD), wohnt in Ehlershausen
- Peter Hayduk (* 1953), ehemaliger Fußballspieler, heutiger Fußballtrainer, Co-Trainer beim SV Ramlingen-Ehlershausen
- Reinhold Fanz (* 1954), Fußballtrainer, wohnt in Ehlershausen
- Rolf Wessel (* 1955), Kaufmann und Unternehmer, wohnt in Ehlershausen
- Oliver Stoecking (* 1967), Fußballspieler, spielte beim SV Ramlingen-Ehlershausen
- Hinnerk Baumgarten (* 1968), TV-Moderator, aufgewachsen in Ehlershausen
- Ann-Kathrin Lindner (* 1987), Golfspielerin, stammt aus und lebt in Ehlershausen